# 髱
髱（つと/たぼ）とは日本髪を結った際の後頭部の部分の髪を指す。
「つと」は京阪/「たぼ」は江戸の呼び方で同じものを指す。

## 概要
日本には江戸時代初期にいたるまで中国風の結髪や垂髪しかなく、その場合は髱の概念すら存在しなかった。
それまでは意識されていなかった後頭部の髪の処理だが、江戸時代初期には遊女をはじめ多くの女性が技巧を凝らして髱を張り出すようになった。
次第に華美さを増していく衣装に対して、髪型は中国風の頭頂部のみ髷を作るものでボリューム不足が否めず、そのため後頭部をそのまま後ろに張り出して髪型にボリュームを加えた。
元禄ごろには髱の長大化はピークに達し、鬢付け油を含んだ髪が襟を汚さないように黒い紙で型（髱差：たぼさし）を作って髱を支えるようになり、「鴎髱」（かもめたぼ）といわれる形が登場した（形がカモメの尾に似ているということからついた名前だが、実際の形はアヒルの尻を想像したほうがわかりやすい）。
続く安永ごろに流行したのが「鴎髱」を変形させた「鶺鴒髱」（せきれいたぼ）で、「鴎髱」より髱の先が上がっていて着物が汚れにくくなっている（これもセキレイの尾からの連想だが、髱を細めに作った場合はそれなりに似ている）。
しかし、その後は鬢を張り出す髪形(灯籠鬢)が流行しその影響で髱は出さずに丸く納めるようになった。
鬢を張り出した髪形の流行により一般では髱を張り出す髪形が衰退したが、京都の公家には鬢を張り出した髪形の影響で大垂髪（おおすべらかし）をボリュームアップした「おすべらかし」が結われるようになり、そこから円盤の様な平たい円形の「葵髱」（あおいづと）と呼ばれる特殊な髱が生まれた（形がアオイの葉を連想させることから言う）。
これは将軍に嫁いだ公家の姫君から大奥にも広まり、形が乾燥シイタケに似ているということで椎茸髱（しいたけたぼ）と呼ばれて奥女中にも結われるようになった。
江戸後期以降、江戸の髪型は男女とも、袋付き、という、下の方に膨らんだ髱が主流となり、現在の、花嫁、歌舞伎、時代劇、芸者、時代行列、等に使われる鬘に引き継がれる。女性のみ、この関係で髱が襟にぶつからないように抜き衣紋を大きく行うようになり、現在の和服の着付けに引き継がれる。尚、男性は袋付きであっても衣紋を抜かない。
一方、関西では「都髱」と呼ばれる丸みを帯びてまとめた髱を結う場合が多く、現代京都で活躍する嶋原の太夫や、舞妓や芸妓たちに引き継がれている。この髪型の場合、花嫁衣装や花柳界では衣紋を極端に大きく抜くが、それ以外では大きく抜かない。